# Cacique Manaure (khu tự quản)
Cacique Manaure là một khu tự quản thuộc bang Falcón, Venezuela. Thủ phủ của khu tự quản Cacique Manaure đóng tại Yaracal. Khự tự quản Cacique Manaure có diện tích 190 km2, dân số theo điều tra dân số ngày 21 tháng 10 năm 2001 là 7608 người.